# Равноправное кредитование
 Краудлендинг  (также равноправное инвестирование или кредитование; также  социальный заём;  часто используется сокращение «заём P2P», (peer-to-peer) (англ.) — это способ ссуживания денег никоим образом не связанным между собой лицам или «равноправным сторонам» без привлечения традиционного финансового посредника, — например, банка или другого обычного финансового института. Займы предоставляются онлайн на веб-сайтах специальных кредитных организаций посредством разнообразных платформ кредитования и инструментов проверки кредитоспособности.
Большинство равноправных займов относятся к категории необеспеченных личных займов, то есть чаще всего они берутся на физическое лицо (не на компанию), а сами заёмщики не предоставляют залог, для того чтобы подстраховать кредитора на случай дефолта. Некоторые компании предлагают ссуды коммерческим предприятиям.
Процентные ставки либо устанавливаются кредиторами (заимодавцами), конкурирующими за самую низкую ставку в рамках обратного аукциона, либо определяются компанией-посредником по результатам анализа кредита заёмщика. Заёмщикам, которые по результатам оценки имеют больше шансов пройти через дефолт, присваиваются более высокие ставки. Кредиторы смягчают риск того, что заёмщики не вернут полученные деньги, выбирая, кому из них можно предоставить кредит, а также варьируя свои инвестиции в зависимости от характеристик заёмщика. На затраты кредиторов, связанные с предоставлением займа, не распространяются никакие государственные гарантии. Банкротство компании, выдающей равноправные займы, также может поставить под угрозу инвестиции кредиторов.
Важным элементом работы системы равноправного кредитования является возможность кредиторов диверсифицировать риски невозврата и просрочки по выданным займам. Современные онлайн платформы равноправного кредитования позволяют кредитору одновременно выдавать небольшие по размеру займы большому количеству заёмщиков. Таким образом, если выдано значительное количество займов, дефолт нескольких заёмщиков не несёт критических последствий для всего кредитного портфеля, и у кредитора сохраняется возможность получить итоговую прибыль.
Кредитные посредники являются коммерческими структурами; они создают доход, взимая единовременную плату с заёмщиков за предоставление займов, а также устанавливая для инвесторов плату за обслуживание кредита, которая либо является фиксированной и взимается ежегодно, либо выражается в процентах от суммы займа.
В результате автоматизации многих услуг накладные расходы компаний-посредников снижаются, и их обслуживание обходится дешевле, чем предоставление услуг обычными финансовыми институтами. Следовательно, заёмщики могут получать деньги под более низкий процент, а кредиторы — получать более высокие доходы.

## Равноправное кредитование в России
В России появляется всё больше сервисов, предоставляющих возможности P2P-кредитования. С 2012 года появляются различные онлайн-сервисы, основным отличием которых является собственная разработка системы рейтингов заёмщиков и кредиторов. Всего через платформы краудинвестинга в 2015 году было привлечено 111,3 млн рублей, согласно Отчёту ЦБ РФ.
Чтобы стать участником сервиса P2P-кредитования, необходимо зарегистрироваться на сайте в качестве заёмщика или кредитора (заимодавца), пройти соответствующую проверку и участвовать в сделках. Деньги в подобных сервисах можно перевести с карты на карту в режиме on-line прямо из личного кабинета заёмщика или кредитора на сайте. Каждому заёмщику присваивается определённый рейтинг, который является основным показателем активности и платёжеспособности. Рейтинг Заёмщика зависит от уровня доверия (количества предоставленной персональной информации); деловой активности (количества поведения сделок на портале); качества погашения займов (аккуратность, отсутствие просрочек). Рейтинг может быть понижен в случае нарушения сроков или условий платежей.
Все сервисы равноправного кредитования сотрудничают с коллекторскими агентствами, специализирующимися на взыскании долгов с физических лиц. Схема работы — аналогична работе банков с должниками. Как правило, все проблемы решаются на этапе переговоров.
Также существуют платформы, которые предоставляют возможность получения кредита именно для бизнеса. Инвестиционные платформы объединяют инвесторов, которые хотели бы инвестировать в малый бизнес, и предпринимателей, которые желают получить оперативный кредит. К примеру, по такой схеме работают платформы JetLend, «Поток» и MoneyFriends.

### Характеристики
Равноправное кредитование не вписывается ни в одну из трёх категорий традиционных финансовых институтов: депозитарии, инвесторы, страхователи, и иногда классифицируется как альтернативная финансовая услуга.
К ключевым характеристикам равноправного кредитования относится следующее:
- займы предоставляются на коммерческих условиях;
- возможность отсутствия связи или каких-либо предшествующих самой операции отношений между кредиторами и заёмщиками;
- посредничество специализированной кредитной организации;
- экономические операции осуществляются онлайн;
- кредиторы могут сами выбирать, в какие займы они хотят инвестировать;
- займы не обеспечены и не защищены условиями государственного страхования;
- займы представляют собой ценные бумаги, которые можно продавать другим кредиторам.

Равноправное кредитование по своей природе является частью более широкой системы одноранговых (пиринговых) экономических практик, куда также входят распределённые системы платежей, шеринговые и краудфандинговые платформы, некоторые инвестиционные инструменты, создаваемые с использованием технологии блокчейна. Общим для них является наличие прямых горизонтальных связей между участниками (от равного к равному), децентрализация операций, отсутствие вертикальных иерархий управления и посредничества. Благодаря децентрализованному характеру, равноправное кредитование отвечает на потребности формирующейся одноранговой экономики.

### Сравнение с другими финансовыми практиками
Кредиторы, предоставляющие займы на равноправных условиях, предлагают более узкий спектр услуг, чем обычные банки; в некоторых подведомственных областях может даже не требоваться наличие банковской лицензии. Равноправные займы финансируются инвесторами, самостоятельно выбирающими те кредиты, которые они хотят финансировать; иногда в один заём вкладываются несколько сотен инвесторов; банки, с другой стороны, обеспечивают займы деньгами своих многочисленных вкладчиков или деньгами, одолжёнными у других источников; вкладчики не имеют возможности выбирать займы для финансирования. Из-за всех этих различий кредиторы, предоставляющие равноправные займы, считаются небанковскими кредитными организациями.
Как и в случае с розничным банковским обслуживанием, кредиторы, предоставляющие равноправные займы, работают напрямую с потребителями, а не с коммерческими организациями или вторичными финансовыми посредниками.
Некоторые кредиторы, предоставляющие равноправные займы, подобно банкам, поддерживающим местные сообщества, и учреждениям, оказывающим альтернативные финансовые услуги, первоначально ориентировались на клиентов с низким или средним уровнем доходов, проживающих в областях, в недостаточной степени охваченных финансовым обслуживанием, выдавая им займы, которые они фактически не могли получить в обычных банках. Данная тенденция начала ослабевать, поскольку подобные заёмщики, как правило, испытывают трудности с выплатой своих кредитов, а сами кредиторы мало-помалу начали отклонять подобные заявки на получение кредита.
Равноправное кредитование отличается от деятельности кооперативных банков, кредитных кооперативов, ссудно-сберегательных ассоциаций, строительных сберегательных касс, взаимно-сберегательных банков и других похожих небанковских обществ взаимного страхования в том, что кредиторы и заёмщики не являются собственниками финансового посредника, им не предоставляется право членства и право голоса при определении финансовых и административных целей организации; роли заёмщиков и кредиторов и роль владельца чётко разграничены. Заёмщики, кредиторы и владельцы могут быть абсолютно не связаны между собой (будь то местоположение, штат сотрудников, религиозная или профессиональная принадлежность). Текущие расходы покрываются не только за счёт клиентских взносов, но и за счёт инвестиций частных вкладчиков. Подобные организации нельзя назвать некоммерческими или бесприбыльными, поскольку целью их работы является именно максимизация прибыли.
Вышеприведённая характеристика отличает равноправное кредитование и от благотворительных организаций и учреждений, непосредственно связывающих жертвователей и получателей финансирования, от предприятий совместного финансирования и краудфандинга, которые, как и кредиторы, предоставляющие равноправные займы, тоже создают связи между финансирующими организациями и получателями кредитов, но только на некоммерческих условиях.
Равноправное кредитование отличается от микрофинансирования, поскольку подразумевает выдачу займа не (мелким) предприятиям и группам малых предпринимателей, а отдельным физическим лицам для удовлетворения индивидуальных потребностей. Оно отличается от микрокредитования тем, что займы предоставляются лицам с поддающейся проверке кредитной историей; сумма займа может быть больше, чем микрокредит, и хотя никакого обеспечения не требуется, это не означает, что исключается сам факт его существования.
По сравнению с рынками ценных бумаг, для равноправного кредитования характерна меньшая волатильность и меньшая ликвидность.

### История

#### Великобритания
Компания Zopa — это первая компания, которая начала предоставлять равноправные займы в Великобритании. С момента своего основания в феврале 2005 года она выдала кредитов на сумму 278 миллионов фунтов стерлингов и в настоящее время является крупнейшим подобным кредитором в Великобритании, обслуживая более 500000 клиентов.
В 2010 году компания RateSetter стала первым кредитором, предоставляющим равноправные займы, который использовал фонд обеспечения для защиты кредиторов от дефолтов заёмщиков, а портал Funding Circle стал первым кредитором, работающим на условиях равноправного кредитования бизнеса в рамках той же самой концепции.
По аналогии были организованы компании ThinCats, Market Invoice, а в 2013 году — Assetz Capital. Сейчас FundingCircle является вторым по величине кредитором, ссудившим более 81 миллиона фунтов стерлингов.
В 2011 году почти co 100 % долей дефолтов прекратил свою работу британский кредитор Quakle, основанный в 2010 году, попытавшись измерить кредитоспособность заёмщиков по специальному групповому баллу, по аналогии со шкалой обратной связи, применяющейся на eBay; данная модель не способствовала увеличению доли погашенных кредитов.
В мае 2012 года британское правительство пообещало инвестировать £100 миллионов в малый бизнес посредством альтернативных каналов кредитования, в том числе равноправных займов, в надежде обойти крупные банки, неохотно выдающие подобные кредиты. По прогнозам, в 2012 году компании равноправного кредитования должны были выдать кредиты на общую сумму до £200 миллионов.
Равноправное кредитование ориентируется на стандарты, разработанные независимой Ассоциацией равноправного финансирования. Равноправные вкладчики не претендуют на защиту в рамках Программы компенсации финансового обслуживания (FSCS), согласно которой каждый банк обеспечивается гарантией на сумму до £85 000 по каждому сберегателю. Тем не менее, Ассоциация равноправного финансирования обязывает своих членов принимать меры по обслуживанию кредитов даже в тех случаях, когда компания-посредник признаётся банкротом.
По состоянию на июль 2012 года все британские кредиторы, предоставляющие равноправные займы, ссудили в общей сложности 300 миллионов фунтов стерлингов.
В сентябре 2012 года интернет-предприниматели Дэниел Райкумар и Гари Ламби запустили проект под названием rebuildingsociety.com. Первые займы были закрыты в феврале 2013 года.
Британское правительство объявило, что с апреля 2014 года данная отрасль будет регулироваться Управлением по финансовым операциям.

#### США
Современное направление равноправного кредитования оформилось в США в феврале 2006 года — именно тогда появилась компания Prosper, за которой последовала компания Lending Club, а вскоре после этого открылись и другие платформы кредитования. И Prosper, и Lending Club зарегистрированы в Сан-Франциско, Калифорния.
Поначалу на платформах равноправного кредитования действовало мало ограничений, касающихся права заёмщиков на предоставление кредитов, что привело к появлению сопутствующей проблемы выбора и повышению доли дефолта заёмщиков. Кроме того, некоторые инвесторы посчитали эти займы недостаточно ликвидными, поскольку срок большинства из них составлял как минимум три года.
В 2008 году Комиссия по ценным бумагам и биржам (SEC) потребовала, чтобы компании, выдающие равноправные кредиты, регистрировали свои предложения как ценные бумаги, в соответствии с Законом о ценных бумагах 1933 года. Процесс регистрации был крайне трудоёмким; компании Prosper и Lending Club были вынуждены на время приостановить выдачу новых займов, другие же компании, например британская Zopa Ltd., и вовсе ушли с американского рынка.
Компании Lending Club и Prosper получили одобрение от комиссии SEC на выдачу инвесторам среднесрочных облигаций, подкреплённых выплатами по кредитам. Компания Prosper усовершенствовала внутренний процесс регистрации документации, позволив банкам продавать уже фондированные займы на базе платформы Prosper. Lending Club и Prosper начали сотрудничать с компанией FOLIO Investing с целью создания вторичного рынка для своих среднесрочных облигаций, обеспечив тем самым их ликвидность для инвесторов.
Это позволило вплотную заняться решением проблемы ликвидности и, в противовес традиционным рынкам секуритизации, привело к тому, что заявки компаний P2P на получение кредитов стали более прозрачными для кредиторов и вторичных покупателей, которые могут теперь получить доступ к подробной информации по каждому отдельному займу (не зная при этом реальных персональных данных заёмщиков) прежде чем решить, какие займы целесообразно профинансировать. Компании, занимающиеся равноправным кредитованием, также обязаны подробно описывать свои предложения в специализированном постоянно обновляемом проспекте. Комиссия SEC публикует свои отчёты посредством системы EDGAR (электронный сбор, анализ и извлечение данных).
В 2009 году американская некоммерческая организация Zidisha стала первой платформой равноправного кредитования, связавшая кредиторов и заёмщиков, находящихся по разные стороны международных границ, без привлечения местных посредников. Данная компания организовала также оценку степени риска заёмщиков при отсутствии цифровых фактов финансовой истории.
Всё больше людей начали обращаться в компании равноправного кредитования по вопросам предоставления и получения займов после финансового кризиса конца 2000-х гг., поскольку банки отказывались расширять свои кредитные портфели. С другой стороны, инвесторы начали всё более пристально изучать рынок равноправного кредитования, так как всё чаще встречались случаи дефолта заёмщиков, и инвесторы не хотели идти на необоснованный риск.
По состоянию на июнь 2012 года лидирующее место в США по объёму и доходам выданных займов занимала компания Lending Club, следом за ней расположилась компания Prosper. В настоящее время Lending Club является также крупнейшей платформой равноправного кредитования в мире. К более мелким компаниям в США относятся следующие: Pertuity Direct, Virgin Money US, Blackhawk Investments Corp. и Peerform, причём первые две больше не функционируют на территории Соединённых Штатов. Две крупнейшие компании совместно провели обслуживание более 180 000 займов на общую сумму $2 млрд: по состоянию на 22 марта 2012 года компания Lending Club выпустила 117 412 займов общей стоимостью $1 512 560 075, а Prosper Marketplace выпустила 63 023 займа общей стоимостью $433 570 651. Равноправное кредитование, ежегодный прирост которого составляет более 100 %, является одной из наиболее быстро расширяющихся областей инвестирования. Процентные ставки варьируются от 5,6 % до 35,8 % в зависимости от срока займа и рейтинга заёмщика. Штрафные процентные ставки находятся в диапазоне от 1,5 % до 10 % для более сомнительных заёмщиков. Руководители традиционных финансовых институтов всё чаще присоединяется к компаниям равноправного кредитования в качестве членов правления, кредиторов и инвесторов, а это является свидетельством того, что новая финансовая модель занимает свою собственную нишу в рамках основной тенденции.

#### Другие страны
В 2008 году в г. Бангалор (Индия) начал функционировать сайт социального страхования, финансирующий местные НПО, которые выступают в качестве местных кредиторов.
Платформы равноправного кредитования также приобретают всё большую популярность в Германии и Китае, насчитывающем миллионы малых предпринимателей и до 200 миллионов бедного населения сельских районов, которые не имеют доступа к финансированию из традиционных источников, то есть в данных странах создаётся обширная рыночная среда для многочисленных групп равноправного кредитования.
В Швеции пытался было закрепиться сервис под названием Loan Land, однако ещё до 2010 года компания потерпела фатальную неудачу. Сервисной группе так и не удалось добиться сколь-нибудь значимых объёмов кредитования, а кроме того начались всяческие мошеннические операции. Владелец компании Loan Land продал/перепоручил/безвозмездно передал всех кредиторов и заёмщиков компании Trustbuddy.
Trustbuddy — это компания, зарегистрированная в Швеции и осуществляющая свою деятельность на территории Норвегии, Швеции, Германии и Финляндии. Эта организация начала функционировать ещё до 2009 года, а её владельцы уже имели на тот момент опыт проведения игр в покер онлайн. Этот сервис в некоторой степени похож на краткосрочные SMS-займы с высокими процентными ставками, своеобразную форму гангстерского ростовщичества, имеющего плохую репутацию. На начальном этапе своей деятельности компания Trustbuddy обвинялась в автоматической рассылке SMS-сообщений, с получателей которых взималась довольно высокая плата. Trustbuddy специализируется на краткосрочных займах с относительно небольшой стоимостью. Данную бизнес-модель можно сравнить с деятельностью компаний-эмитентов кредитных карт, не взимающих плату за досрочное погашение, но устанавливающих высокие ставки выплаты, если заёмщики не могут погасить кредит в течение 2 недель. В 2012 году обороты компании Trustbuddy были меньше, чем у похожих компаний в Соединённом Королевстве.
В 2009 году платформа Zidisha стала первым сервисом равноправного кредитования, действующем на международном уровне без привлечения местных посредников. Веб-платформа Zidisha, которой управляет некоммерческая организация в Соединённых Штатах, связывает отдельных кредиторов из богатых стран и заёмщиков из развивающихся стран, которые с помощью компьютера оформляют заявки на микрофинансирование, позволяя последним получать доступ к небольшим займам под гораздо более низкий процент, чем им могут гарантировать местные кредиторы.
В Австралии первым кредитором, выдающим равноправные займы в соответствии с действующими требованиями, стала компания SocietyOne. С момента своего основания в августе 2012 года компания выпустила займы на общую сумму более 1,2 миллиона американских долларов, а внедрённая ей инновационная технология мобильного обслуживания, ускорившая процесс оформления кредитных заявок и кредитного финансирования, была оценена по достоинству.